# Station Miasteczko Śląskie Huta
Station Miasteczko Śląskie Huta is een spoorwegstation in de Poolse plaats Miasteczko Śląskie.